# Президент на Съединените американски щати
Президентът на Съединените американски щати е държавен глава на страната. Съгласно Конституцията той е глава на Федералното правителство и Главнокомандващ на Въоръжените сили на САЩ.
САЩ са първата държава в света, която поставя начело на изпълнителната власт в държава от републикански тип президент. В наши дни този тип на държавно устройство е широко разпространен.
Настоящ президент на САЩ е Доналд Тръмп, встъпил в длъжност на 20 януари 2025 година.

## Конституционни разпоредби
Конституцията на САЩ (чл.2, ал.1) третира условията на които трябва да отговаря кандидатът за Президент. Президентът трябва да бъде гражданин на САЩ, роден в страната; да е навършил 35 години и да е живял в САЩ не по-малко от 14 години.
В последно време изискването президентът да е гражданин на САЩ, роден в страната е подложено на дискусия. Някои юристи предлагат това изискване да бъде отменено, защото по този начин се принизява приноса на имигрантите към американското общество. Като пример са сочени множество американски политици, които не са родени в САЩ – губернаторът на Калифорния Арнолд Шварценегер, сенаторът от Флорида Карлос Гутиерес и много други.
Съгласно Конституцията срокът на президентския мандат е определен на 4 години. Двадесет и втората поправка на Конституцията (влиза в сила през 1951 г. и е приложена за първи път по отношение на президента Дуайт Айзенхауер) ограничава президентската власт до два 4-годишни мандата или максимум до десет години, ако е необходимо да се довърши предходен 2-годишен президентски мандат. Само петима президенти – Дуайт Айзенхауер, Роналд Рейгън, Бил Клинтън, Джордж Буш-младши и Барак Обама – са били президенти по два пълни и поредни мандата, президентите Гроувър Кливланд и Доналд Тръмп са единствените двама  президенти, заемали поста в два непоследователни мандата. Президентът Ричард Никсън е избран за втори мандат, но подава оставка преди да довърши втория.

## Президентски избори
Изборите за президент се провеждат на всеки 4 години. Президентът и Вицепрезидентът са единствените длъжностни лица в САЩ, избирани на национални избори. Президентът на САЩ се избира индиректно от електори, обединени в избирателна колегия. По принцип всеки електор гласува вместо двама гласоподаватели и кандидатът събрал по-голям брой гласове се избира за Президент на САЩ.
С влизането в сила на Дванадесетата поправка на Конституцията през 1840 г. изборният процес е променен. Въведени са отделни бюлетини за Президент и Вицепрезидент. За да бъде избран кандидатът трябва да събере мажоритарния дял от електоралните гласове или ако няма такъв кандидат Президентът и Вицепрезидентът се избират съответно от Камарата на представителите и Сената. През 1933 г. влиза в сила Двадесетата поправка на Конституцията, според която новоизбраният или преизбраният президент встъпва в длъжност на 20 януари на годината следваща изборите. Денят се нарича Ден за встъпване в длъжност. Церемонията се ръководи от Председателя на Върховния съд на САЩ, макар че при необходимост може да се проведе и под ръководството на всеки федерален съдия.
В днешно време президентските избори в САЩ започват с първични избори, в хода на които големите партии (Републиканската и Демократическата) номинират своите кандидати за президент. Кандидатите на двете партии провеждат своя предизборна кампания и правят обиколка из страната, за да представят своята предизборна платформа. Обикновено малко преди деня на изборите кандидатите участват в телевизионен диспут.
Съгласно Конституцията (чл. 2, ал. 1, пар. 8) преди да встъпи в длъжност Президентът на САЩ трябва да положи клетва.
Клетвата завършва с думите „So help me God!“ („И нека Бог да ми е на помощ!“). Някои президенти по религиозни причини завършват с „So help me!“ („Помогнете ми!“) или „And thus I swear!“ („Кълна се!“)
Само президентите Франклин Пиърс и Хърбърт Хувър са избрали да използват думата „affirm“ („тържествено заявявам“) вместо „swear“ („кълна се“).

## Приемственост
В случай на смърт, подаване на оставка или отстраняване от длъжност (чрез импийчмънт и осъждане) на президента на САЩ в Конституцията и във Федералния кодекс на САЩ е определена Поредност на заместниците на президента на САЩ. Списъкът се състои от 18 души, начело с вицепрезидента на САЩ.

## Галерия президенти на САЩ
- 1.
Джордж Вашингтон
(1789 – 1797)
- 2.
Джон Адамс
(1797 – 1801)
- 3.
Томас Джеферсън
(1801 – 1809)
- 4.
Джеймс Мадисън
(1809 – 1817)
- 5.
Джеймс Монро
(1817 – 1825)
- 6.
Джон Куинси Адамс
(1825 – 1829)
- 7.
Андрю Джаксън
(1829 – 1837)
- 8.
Мартин Ван Бюрън
(1837 – 1841)
- 9.
Уилям Хенри Харисън
(4 март – 4 април 1841)
- 10.
Джон Тайлър
(1841 – 1845)
- 11.
Джеймс Полк
(1845 – 1849)
- 12.
Закари Тейлър
(1849 – 1850)
- 13.
Милърд Филмор
(1850 – 1853)
- 14.
Франклин Пиърс
(1853 – 1857)
- 15.
Джеймс Бюканън
(1857 – 1861)
- 16.
Ейбрахам Линкълн
(1861 – 1865)
- 17.
Андрю Джонсън
(1865 – 1869)
- 18.
Юлисис Грант
(1869 – 1877)
- 19.
Ръдърфорд Хейс
(1877 – 1881)
- 20.
Джеймс Гарфийлд
(4 март – 19 септември 1881)
- 21.
Честър Артър
(1881 – 1885)
- 22.
Гроувър Кливланд
(1885 – 1889)
- 23.
Бенджамин Харисън
(1889 – 1893)
- 24.
Гроувър Кливланд
(1893 – 1897)
- 25.
Уилям Маккинли
(1897 – 1901)
- 26.
Теодор Рузвелт
(1901 – 1909)
- 27.
Уилям Тафт
(1909 – 1913)
- 28.
Удроу Уилсън
(1913 – 1921)
- 29.
Уорън Хардинг
(1921 – 1923)
- 30.
Калвин Кулидж
(1923 – 1929)
- 31.
Хърбърт Хувър
(1929 – 1933)
- 32.
Франклин Делано Рузвелт
(1933 – 1945)
- 33.
Хари С. Труман
(1945 – 1953)
- 34.
Дуайт Айзенхауер
(1953 – 1961)
- 35.
Джон Кенеди
(1961 – 1963)
- 36.
Линдън Джонсън
(1963 – 1969)
- 37.
Ричард Никсън
(1969 – 1974)
- 38.
Джералд Форд
(1974 – 1977)
- 39.
Джими Картър
(1977 – 1981)
- 40.
Роналд Рейгън
(1981 – 1989)
- 41.
Джордж Х. У. Буш
(1989 – 1993)
- 42.
Бил Клинтън
(1993 – 2001)
- 43.
Джордж Уокър Буш
(2001 – 2009)
- 44.
Барак Обама
(2009 – 2017)
- 45.
Доналд Тръмп
(2017 – 2021)
- 46.
Джо Байдън
(2021 – 2025)
- 47. Доналд Тръмп
(2025 – )

## Заплащане и привилегии
| Дата                 | Заплата ($) |
| -------------------- | ----------- |
| 24 септември 1789 г. | 25 000      |
| 3 март 1873 г.       | 50 000      |
| 4 март 1909 г.       | 75 000      |
| 19 януари 1949 г.    | 100 000     |
| 20 януари 1969 г.    | 200 000     |
| 20 януари 2001 г.    | 400 000     |

Първият Конгрес на САЩ определя заплатата на 1-вия американски президент Джордж Вашингтон на 25 000 американски долара на година, значителна сума за времето. Президентът, като един преуспял мъж, отказва да получава заплата от държавата. Повечето президенти са били достатъчно богати, за да бъдат независими, когато встъпват в длъжност.
Заплатата на президента традиционно надвишава тази на другите служители на федералното правителство, така че тя се увеличава през 2001 г., когато заплатите на други служители в правителството започват да се доближават до заплатата на президента. От 2001 г. президентът на САЩ получава 400 000 долара годишна заплата. Президентът е най-високо платеният държавен служител в правителството на САЩ.
При пътуванията си в чужбина и САЩ президентът използва правителствен превоз – самолет, автомобил, хеликоптер и т.н. В зависимост от това, какво е превозното средство, то получава позивна:
- Air Force One (ако използва самолет от ВВС)
- Army One (ако използва хеликоптер на СВ)
- Coast Guard One (ако използва самолет на Бреговата охрана)
- Executive One (ако използва самолет от 89 авиокрило)
- Marine One (ако използва хеликоптер на Морската пехота)
- Navy One (ако използва самолет от ВМС)

Президентът и неговото семейство се охраняват от служба за охрана – „Сикрет сървиз“. До 1997 г. всички бивши президенти и техните семейства са охранявани до смъртта на президента. Последният президент, получил доживотна охрана, е Бил Клинтън. Следващите президенти ще бъдат охранявани 10 години след приключване на мандата им.
Президентът има привилегията да ползва безплатни пощенски услуги, безплатни канцеларски услуги, да използва безплатно дипломатически паспорт, отделно получава пари за наемане на помощници, скретари и асистенти. Преди 1958 г. бившите президенти не получават пенсия, но от 1959 г. по решение на Конгреса всички бивши президенти получават пенсия. От държавния бюджет се отпускат и средства, за да може бившият президент да поддържа кабинета си и да наема персонал. Първоначално пенсията е била 25 000 долара, но Конгресът увеличава пенсията няколко пъти, сега пенсията се приравнява на министерските заплати, които през 2007 г. са били 183 500 долара. Дори и след края на мандата, обръщението към него продължава да е „господин президент“.

### Резиденция
Главната резиденция на президента на САЩ е Белият дом. Адрес: Вашингтон, Окръг Колумбия, 1600 Пенсилвания авеню. Президентът живее и работи в Белия дом. Официалната ваканционна резиденция е Кемп Дейвид, щата Мериленд. Много президенти използват за ваканционна резиденция собствените си жилища.

## Любопитни факти
- Най-много време е бил президент Франклин Делано Рузвелт – 12 години 1 месец и 4 дни
- Най-малко време е бил президент Уилям Хенри Харисън – 1 месец
- Четирима президенти на САЩ са били убити по време на мандата си:
  - Ейбрахам Линкълн през 1865 г. от Джон Бут
  - Джеймс Абрам Гарфийлд през 1881 г. от Чарлз Дж. Гюито (атентаторът се самоубива, а президентът Гарфийлд умира от неправилно оказана му медицинска помощ)
  - Уилям Маккинли през 1901 г. от Леон Чолгош
  - Джон Фицджералд Кенеди през 1963 г. от Лий Харви Осуалд (според много съвременни автори е имало и втори стрелец)
- Четирима президенти на САЩ са починали по време на мандата си:
  - Уилям Х. Харисън умира от пневмония през 1841 г.
  - Закари Тейлър умира от остро стомашно разстройство през 1850 г. Тялото на президента Тейлър е ексхумирано през 1991 г., за да се провери дали не е бил отровен с арсеник. Резултатът от проверката е отрицателен.
  - Уорън Гамалиъл Хардинг умира от сърдечен удар през 1923 г.
  - Франклин Делано Рузвелт умира от мозъчен удар през 1945 г.
- Един президент на САЩ е подал оставка по време на мандата си:
  - Ричард Милхаус Никсън през 1974 г.
- Трима президенти на САЩ са подлагани на импийчмънт по време на мандата си:
  - Андрю Джонсън през 1868 г.
  - Уилям Джеферсън Клинтън през 1999 г.
  - Доналд Тръмп през 2020 г. и 2021 г.
- Петима президенти на САЩ са избрани без да получат мнозинство в народния вот:
  - Джон Куинси Адамс срещу Андрю Джаксън с 44 804 гласа в президентските избори през 1824 г. На същите избори в 6 от 24 щата електорите са избрани от щатската законодателна власт, а не в директен народен вот.
  - Ръдърфорд Бърчард Хейс срещу Самуел Тилден с 264 292 гласа в президентските избори през 1876 г.
  - Бенджамин Харисън срещу Стивън Гроувър Кливланд с 95 гласа в президентските избори през 1888 г.
  - Джордж Уокър Буш, младши срещу Албърт А. Гор, младши с 540 520 гласа в президентските избори през 2000 г.
  - Доналд Тръмп (народен вот: 62 984 825) срещу Хилъри Клинтън (народен вот: 65 853 516) в президентските избори през 2016 г.
- Единадесет президенти на САЩ са били избрани без да спечелят болшинството от народния вот (но печелят с повече събрани гласове):
  - Джеймс Нокс Полк – 49,3% от народния вот в президентските избори през 1844 г.
  - Закари Тейлър – 47,3% от народния вот в президентските избори през 1848 г.
  - Джеймс Бюкенън – 45,3% от народния вот в президентските избори през 1856 г.
  - Ейбрахам Линкълн – 39,9% от народния вот в президентските избори през 1860 г.
  - Джеймс Абрам Гарфийлд – 48,3% от народния вот в президентските избори през 1880 г.
  - Гроувър Кливланд – 48,8% от народния вот в президентските избори през 1884 г.
  - Гроувър Кливланд – 46,0% от народния вот в президентските избори през 1892 г.
  - Удроу Уилсън – 41,8% от народния вот в президентските избори през 1912 г.
  - Удроу Уилсън – 49,3% от народния вот в президентските избори през 1916 г.
  - Хари С. Труман – 49,7% от народния вот в президентските избори през 1948 г.
  - Джон Фицджералд Кенеди – 49,7% от народния вот в президентските избори през 1960 г.
  - Ричард Никсън – 43,2% от народния вот в президентските избори през 1968 г.
  - Бил Клинтън – 42,9% от народния вот в президентските избори през 1992 г.
  - Бил Клинтън – 49,2% от народния вот в президентските избори през 1996 г.
- Двама президенти на САЩ са били избрани без да получат мнозинството от електоралните гласове и са били определени за победители от Камарата на представителите:
  - Томас Джеферсън срещу Аарън Бър с равен брой електорални гласове в президентските избори през 1800 г.
  - Джон Куинси Адамс срещу Андрю Джаксън с 15 електорални гласа в президентските избори през 1824 г.
- Девет президенти на САЩ са станали такива без да са участвали в избори за тази длъжност.
  - Джон Тейлър – продължава мандата на починалия Уилям Хенри Харисън.
  - Милърд Филмор – продължава мандата на починалия Закари Тейлър.
  - Андрю Джонсън – продължава мандата на убития Ейбрахам Линкълн.
  - Честър Артър – продължава мандата на убития Джеймс Гарфийлд.
  - Теодор Рузвелт – продължава мандата на убития Уилям Маккинли. Избран за втори мандат на президентските избори през 1904 г.
  - Калвин Кулидж – продължава мандата на починалия Уорън Хардинг. Избран за втори мандат на президентските избори през 1924 г.
  - Хари С. Труман – продължава мандата на починалия Франклин Делано Рузвелт. Избран за втори мандат на президентските избори през 1948 г.
  - Линдън Джонсън – продължава мандата на убития Джон Кенеди. Избран за втори мандат на президентските избори през 1964 г.
  - Джералд Форд – продължава мандата на подалия оставка Ричард Никсън.
- Един президент на САЩ – Джералд Форд - е единственият президент, неизбран нито за президент, нито за вицепрезидент (назначен е от президента Никсън).
- Двама президенти на САЩ – Гроувър Кливланд и Доналд Тръмп са заемали длъжността два непоследователни мандата, съответно като 22 и 24 президент, и 45 и 47 президент.
- Един президент на САЩ е бил ерген – 15-ят Джеймс Бюканън.
- Шестима президенти на САЩ не са заемали преди избора си никаква държавна служба:
  - Закари Тейлър
  - Юлисис Грант
  - Хърбърт Хувър
  - Дуайт Айзенхауер
  - Уилям Тафт
  - Доналд Тръмп
- Двама президенти на САЩ са заемали длъжността пълен мандат, но по-малко от 4 години:
  - Джордж Вашингтон – от 30 април 1789 г. до 4 март 1793 г. Полага клетва на 4 март 1789 г.
  - Франклин Делано Рузвелт от 4 март 1933 г. до 20 януари 1937 г. Влиза в сила Двадесетата поправка на Конституцията, с която денят на полагане на клетва се премества на 20 януари.
- Всички президенти, освен Барак Обама – първият тъмнокож президент на САЩ, са били бели, от мъжки пол. Повечето от тях са с английски произход, с изключение на:
  - Мартин Ван Бурен е с нидерландски произход.
  - Теодор Рузвелт и Франклин Делано Рузвелт - вероятно поне един от прадедите им е с нидерландски произход.
  - Хърбърт Хувър, Дуайт Айзенхауер и Доналд Тръмп са с немски произход.
  - Уилям Маккинли, Джон Кенеди, Ричард Никсън, Роналд Рейгън, Бил Клинтън са с ирландски произход.
  - Барак Обама е с африкански и ирландски произход.
  - Доналд Тръмп е с немски и шотландски.
- Най-често срещаният астрологичен знак при президентите на САЩ е Водолей и Скорпион – пет пъти, а най-рядко Дева – два пъти.
- От всичките 46 президента, само двама не са протестанти, а един не е християнин. Президентите Джон Кенеди и Джо Байдън са римокатолици, а Томас Джеферсън е изповядвал деизма.

## Роднински връзки между президентите
- Двама президенти на САЩ както и техните синове също са били президенти:
  - 2-ри президент Джон Адамс (1797 – 1801) е баща на 6-и президент Джон Адамс-младши (1825 – 1829)
  - 41-ви президент Джордж Буш-старши (1989 – 1993) е баща на 43-ти президент Джордж Буш-младши (2001 – 2009)
- Един президент на САЩ има за прародител друг президент:
  - 43-ти президент Джордж Буш-младши (2001 – 2009), който е син на 41-ви президент Джордж Буш-старши (1989 – 1993) и на първата дама Барбара Буш има за прародител 14-и президент на САЩ Франклин Пиърс (1853 – 1857) от страна на майка си.
- Един президент на САЩ както и неговия внук също са били президенти:
  - 9-и президент Уилям Хенри Харисън (1841) е дядо на 23-ти президент Бенджамин Харисън (1889 – 1893)
- Двама президенти на САЩ са били втори братовчеди:
  - 4-ти президент Джеймс Мадисън (1809 – 1817) и 12-и президент Закари Тейлър (1849 – 1850) са втори братовчеди.
- Двама президенти на САЩ са били четвърти братовчеди:
  - 9-и президент Уилям Хенри Харисън (1841) и 10-и президент Джон Тайлър (1841 – 1845) са четвърти братовчеди.
- Двама президенти на САЩ са били пети братовчеди:
  - 26-и президент Теодор Рузвелт (1901 – 1909) и 32-ти президент Франклин Рузвелт (1933 – 1945) са пети братовчеди.
- Двама президенти на САЩ са единадесети братовчеди:
  - 43-ти президент Джордж У. Буш (2001 – 2009) и 44-ти президент Барак Обама (2009 – 2017) са единадесети братовчеди. Техният общ прародител е английския заселник Самюъл Хинкли (1589 – 1662). Този прародител се явява по бащина линия на Буш и по майчина на Обама.
- Двама президенти на САЩ имат общи потомци:
  - 34-ти президент Дуайт Айзенхауер (1953 – 1961) и 37-ти президент Ричард Никсън (1969 – 1974) имат общи потомци. Внукът на Айзенхауер Дейвид и дъщерята на Никсън Джули имат три деца и трима внуци. Това означава, че внуците и правнуците на Никсън са правнуци и праправнуци на Айзенхауер.
- Двама президенти на САЩ имат общ прародител:
  - 38-и президент Джералд Форд (1974 – 1977) и 44-ти президент Барак Обама (2009 – 2017) имат общ прародител. Техният прародител е английския заселник Джоузеф Холи. Този прародител се явява по майчина линия и на Форд и Обама. От тази родствена връзка става ясно, че президента Форд е десети братовчед с майката на президента Обама Ан Дънам.
- Двама президенти на САЩ имат общ прародител:
  - 36-и президент Линдън Джонсън (1963 – 1969) и 44-ти президент Барак Обама (2009 – 2017) имат общ прародител. Техният прародител е Филип Амънт от Йорк, Пенсилвания. Този прародител се явява по майчина линия и на Джонсън и Обама. От тази родствена връзка става ясно, че президента Джонсън е четвърти братовчед с прабабата на президента Обама Рут Лусил Армър.
- Двама президенти на САЩ имат общ прародител:
  - 39-и президент Джими Картър (1977 – 1981) и 44-ти президент Барак Обама (2009 – 2017) имат общ прародител. Техният прародител е Уилям Теръл от Ню Кент, Вирджиния. Този прародител се явява по бащина линия на президента Картър и по майчина линия на президента Обама. От тази родствена връзка става ясно, че президента Картър е осми братовчед с дядото на президента Обама Стенли Дънам.
- Двама президенти на САЩ имат общ прародител:
  - 33-ти президент Хари Труман (1945 – 1953) и 44-ти президент Барак Обама (2009 – 2017) имат общ прародител. Техният прародител е френския хугенот Марин Дювал. Този прародител се явява по бащина линия на президента Труман и по майчина линия президента Обама. От тази родствена връзка става ясно, че президента Труман е седми братовчед с прабабата на президента Обама Рут Лусил Армър.
- Петима президенти на САЩ имат общ прародител:
  - 2-ри президент Джон Адамс (1797 – 1801) и синът му 6-и президент Джон Адамс-младши (1825 – 1829) заедно с 13-и президент Милърд Филмор (1850 – 1853), 27-и президент Уилям Тафт (1909 – 1913) и 30-и президент Калвин Кулидж (1923 – 1929) имат общ прародител на име Хенри Скуайър. От същия прародител произлиза и бившият министър на отбраната (1989 – 1993) и бивш вицепрезидент (2001 – 2009) Дик Чейни.
- Шестима президенти на САЩ имат общ прародител:
  - 9-и президент Уилям Харисън (1841) и внукът му 23-ти президент Бенджамин Харисън (1889 – 1893) заедно с 3-ти президент Томас Джеферсън (1801 – 1809), 1-ви президент Джордж Вашингтон (1789 – 1797), 4-ти президент Джеймс Мадисън (1809 – 1817) и 18-и президент Юлисис Грант (1869 – 1877) имат общ прародител на име барон Робърт II Де Халънд.
- Седмина президенти на САЩ имат общ прародител:
  - 4-ти президент Джеймс Мадисън (1809 – 1817), 33-ти президент Хари Труман (1945 – 1953), 36-и президент Линдън Джонсън (1963 – 1969), 39-и президент Джими Картър (1977 – 1981), 41-ти президент Джордж Буш-старши (1989 – 1993), 43-ти президент Джордж Буш-младши (2001 – 2009) и 44-ти президент Барак Обама (2009 – 2017) имат общ прародител на име Марин Дювал, който е френски хугенот. От същия прародител произлиза и бившият министър на отбраната (1989 – 1993) и бивш вицепрезидент (2001 – 2009) Дик Чейни.
- Двама президенти на САЩ имат индиректна роднинска връзка:
  - 42-ви президент Бил Клинтън (1993 – 2001) и 45-и президент Доналд Тръмп (2017 – 2021) имат индиректна роднинска връзка. Съпругата на Президента Клинтън, Хилъри Клинтън – бивша Първа дама на САЩ, бивш сенатор от Ню Йорк и бивш Държавен секретар на САЩ и Президента Тръмп са 19-и братовчеди. Техните предци са: Графът на Ланкастър Джон Гонт и Катрин Суинфорд. Хилъри Клинтън произлиза от дъщерята на Джон и Катрин – Джоан Бофорт, а Доналд Тръмп от техния син – Джон Бофорт. Кралят на Англия Едуард III е баща на Джон Гонт и 19-и прадядо на 45-и президент Доналд Тръмп и на Хилъри Клинтън. Децата и внуците на президента Тръмп и президента Клинтън са 20-и и 21-ви братовчеди.

## Живи президенти на САЩ
Към 20 август 2025 г. има петима живи президенти на САЩ.
Най-скорошната смърт на бивш президент е на Джими Картър (1977 – 1981) на 29 декември 2024 г., на 100 години. По-долу са изображения на бившите президенти:
- Бил Клинтън
(1993 – 2001)
19 август 1946 г. (79 г.)
- Джордж Буш
(2001 – 2009)
6 юли 1946 г. (79 г.)
- Барак Обама
(2009 – 2017)
4 август 1961 г. (64 г.)
- Доналд Тръмп
(2017 – 2021) / (2025–настоящ)
14 юни 1946 г. (79 г.)
- Джо Байдън
(2021 – 2025)
20 ноември 1942 г. (82 г.)